# Ловлинская
Ловлинская — станица в Тбилисском районе Краснодарского края Российской Федерации, образует Ловлинское сельское поселение, являясь его административным центром.

## География
Станица расположена в верховьях реки Бейсуг, в степной зоне, в 17 км севернее станицы Тбилисская.

## История
Хутор Ловлин основан не позднее 1898 года, в 1914 году был преобразован в станицу Ловлинскую.
Известно, что первые сведения о станице Ловлинской (тогда хуторе Ловлино) в архивных документах появились в 1889 году и уже тогда в центре хутора располагалась большая кирпичная церковь с двумя куполами. Слева от нее в 1903 году было открыто здание церковно-приходской школы. Время и исторические события меняли уклад жизни ловлинцев, храмы в стране разрушались, разрушен был и храм в станице Ловлинской.
В 2005 году заместитель директора ЗАО «Заря» Александр Кузьменко и заведующий автогаражом ЗАО «Заря» Дмитрий Аболонко создали хуторское казачье общество Ловлинское Кубанского казачьего войска из числа работников ЗАО «Заря». В том же году в местной школе по инициативе почётного атамана станицы Ловлинской, казака Кубанского казачьего войска Александра Кузьменко при поддержке педагогического Совета школы, администрации станицы и управления образования района открылся казачий класс (газета «Прикубанские огни» Тбилисского района № 116 от. 24 сентября 2005). Создан общественный Совет по делам казачества при главе администрации сельского округа. По приглашению атамана Всевеликого войска Донского в 2005 году казачий класс местной школы побывал на престольном войсковом празднике Покрова Пресвятой Богородицы во Всевеликом Войске Донском в Новочеркасске, посетили музей казачества Дона, Патриарший войсковой всеказачий Собор «Вознесения Господня» города Новочеркасска.
Возрождение храма началось в 2011 году, когда в рамках целевой программы «Сохранение объектов культового зодчества, воссоздание храмовых комплексов и поддержка социально ориентированных религиозных организаций в Краснодарском крае на 2009—2011 годы». Этому событию предшествовала большая организационная работа группы активистов под руководством старосты прихода Анатолия Лукиша. Общими стараниями, а также благодаря помощи и поддержке отца Петра (Клитовченко), митрофорного протоиерея собора Покрова Пресвятой Богородицы города Кропоткин, и администрации Тбилисского района было выбрано и расчищено место, получен юридический адрес, оформлены все необходимые документы и счёт в банке, подготовлен проект.

## Население
| 2002  | 2010  | 2012  | 2013  | 2014  | 2015  | 2016  |
| ----- | ----- | ----- | ----- | ----- | ----- | ----- |
| 2900  | ↘2638 | ↘2625 | ↘2593 | ↘2589 | ↗2600 | ↗2615 |
| 2017  | 2018  | 2019  | 2020  | 2021  | 2023  |       |
| ↗2625 | ↘2617 | ↘2613 | →2613 | ↘2466 | ↘2403 |       |

## Экономика
В станице в советское время был создан и работал кирпичный завод, колбасный цех.
Весной 2006 года на расположенной в станице птицефабрике «Тбилисская» произошёл массовый падёж кур от птичьего гриппа.
В июле 2011 года птицефабрика была продана за 60,5 млн рублей АО «Агрокомплекс», контролируемому Ткачёвым.